# 항공법
항공법(aviation law)은 비행, 항공 여행 및 관련 법률 및 비즈니스 문제와 관련된 법의 한 분야이다. 관심 영역 중 일부는 해군법과 중복되며, 많은 경우 항공법은 항공 여행의 특성상 국제법 문제로 간주된다. 그러나 항공사의 비즈니스 측면과 규정도 항공법에 속한다. 국제 영역에서 국제민간항공기구(International Civil Aviation Organization, ICAO)는 항공법에 관한 일반 규칙을 제공하고 국제적 문제를 중재한다. ICAO는 UN의 전문 기구이다.
미국과 대부분의 유럽 국가에서 항공법은 연방 또는 주 차원의 문제로 간주되며 해당 수준에서 규제를 받는다. 미국에서는 주정부가 대부분의 경우 항공 문제를 직접적으로 다룰 수 없지만 대신 이 기능에 대해 연방법과 판례법을 찾는다. 예를 들어, 최근 법원은 항공 규제가 전통적으로 연방 문제이기 때문에 뉴욕의 승객 권리 장전법을 기각했다. 그러나 미국에서는 항공법이 적용되지 않는다. 해사법과 동일한 연방 관할권, 즉, 미국 헌법은 해군성 행정을 규정하고 있지만 항공법에는 그러한 규정을 제공하지 않는다. 주와 지자체는 항공에 대한 간접적인 규제를 가지고 있다. 예를 들어 구역법에 따라 공항은 주거 지역에서 떨어진 곳에 위치해야 하며 공항 사용은 하루 중 특정 시간으로 제한될 수 있다. 주 제품 책임법(State product-liabilities law)은 연방법에 의해 배제되지 않으며 대부분의 경우 항공 제조업체는 항공 제품의 결함에 대해 엄격한 책임을 질 수 있다.
지구 대기권 너머 우주 공간의 문제를 다루는 우주법은 다소 새로운 법률 분야이지만 이미 자체 저널과 학술적 지원이 있는 분야이다. 우주법의 대부분은 항공법과 연결되어 있다.